# Theremincello

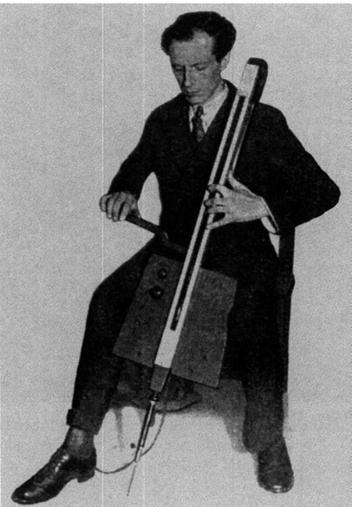
Theremincello, 1930

Das Theremincello ist ein elektronisches Musikinstrument und eine Variante des Theremin. Es wurde in den 1930er Jahren von dem russischen Physiker Leon Theremin (Lew Sergejewitsch Termen) entwickelt.
Das Theremincello ist einem traditionellen Cello nachempfunden. Es verfügt an Stelle von Saiten über einen flexiblen schwarzen Plastikfilm als Griffbrett, mit dem die Tonhöhe geregelt wird. Die Lautstärke wird über einen Hebel am Korpus verändert. Zusätzlich verfügt das Theremincello über zwei Drehregler, um die Klangfarbe zu verändern.

## Entwicklung
Da das Theremin keine physikalischen Bezugsgrößen aufweist und somit äußerst schwierig zu spielen ist, lag die Weiterentwicklung zum Theremincello nahe, insbesondere für einen ausgebildeten Cellisten wie Lew Termen.